# فاولر (ایلینوی)
فاولر (به انگلیسی: Fowler) یک منطقهٔ مسکونی در ایالات متحده آمریکا است که در ایلینوی واقع شده‌است. فاولر ۱٬۶۰۳ نفر جمعیت دارد.